# Werner March

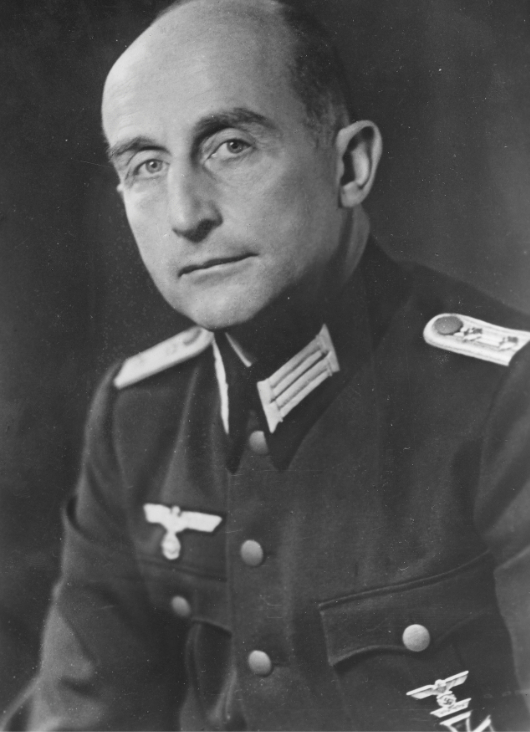
Werner March im Januar 1944 als Hauptmann der Deutschen Wehrmacht

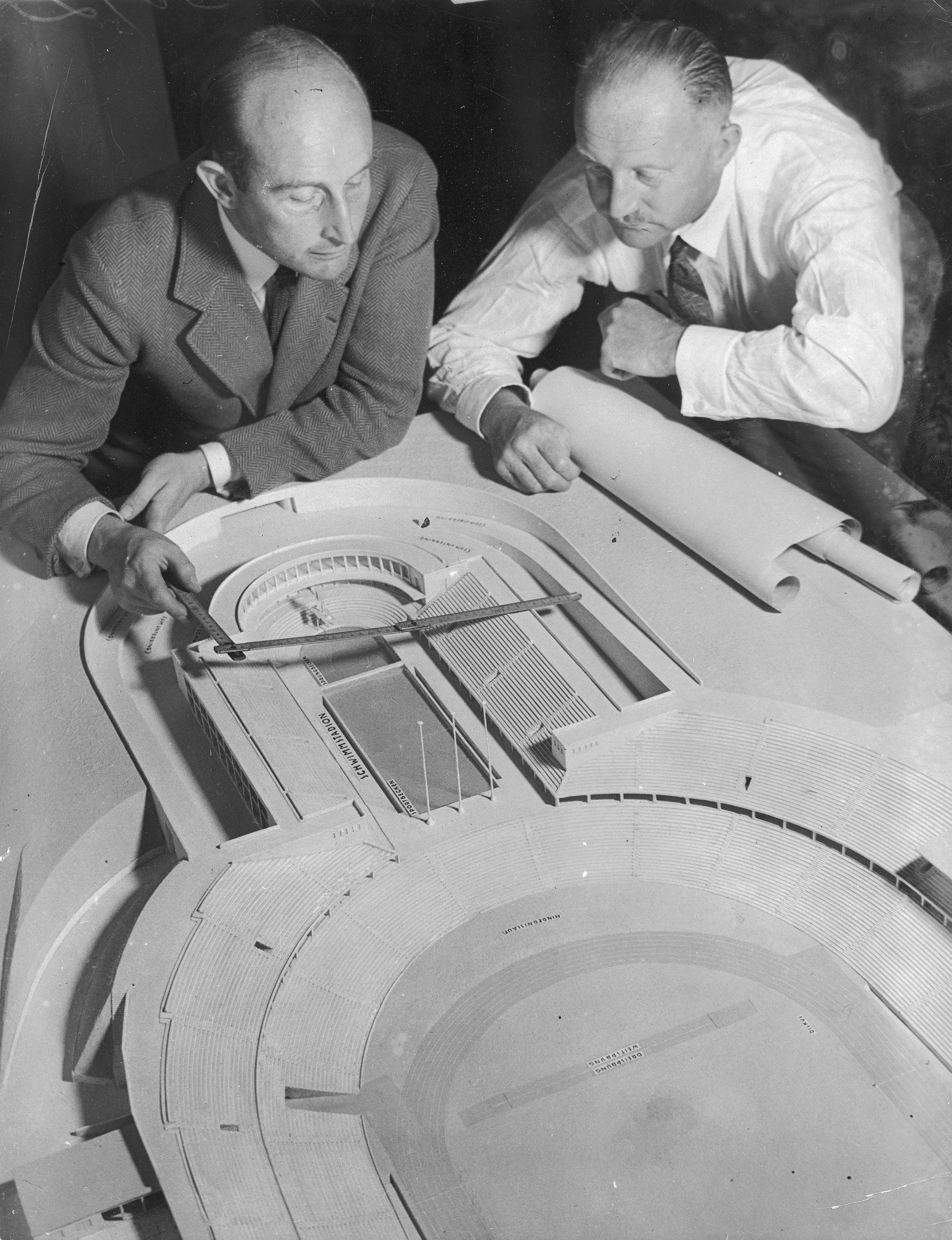
Werner March (links) im November 1935 mit dem Modell des Berliner Olympiastadions

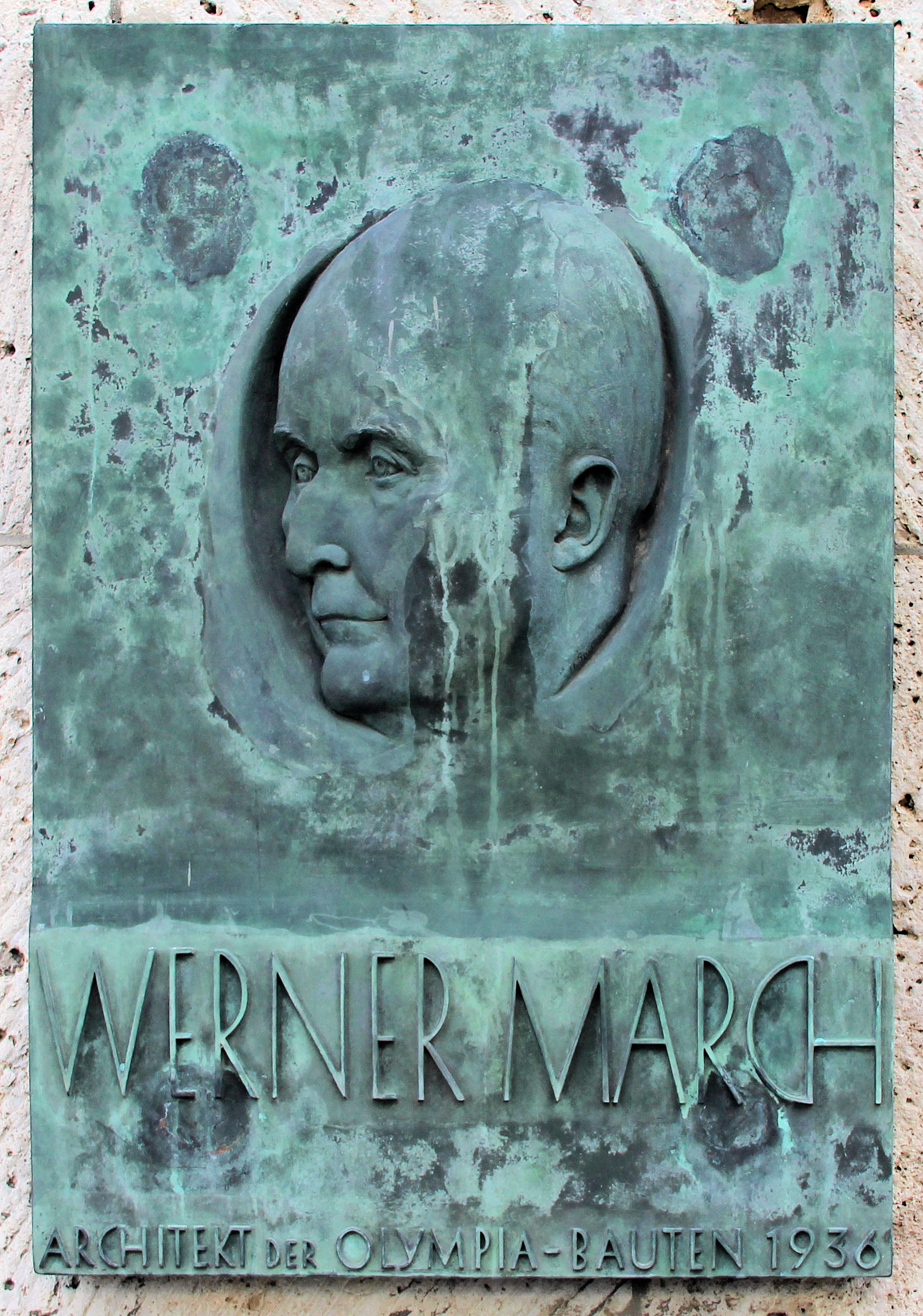
Gedenktafel am Olympiastadion Berlin, in Berlin-Westend

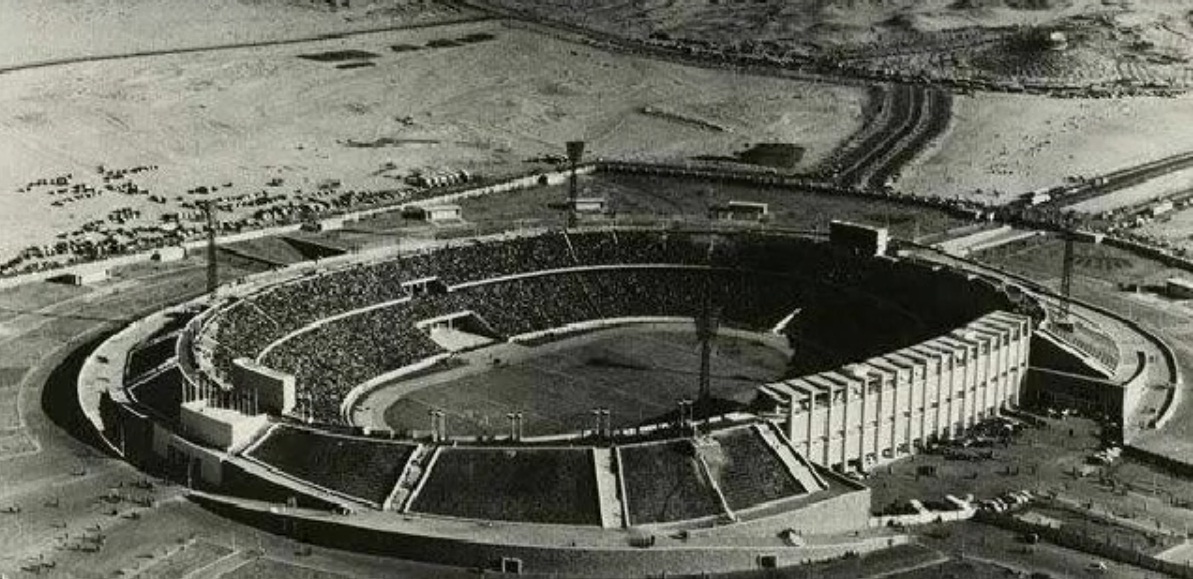
Cairo International Stadium, erbaut 1956–1960 nach Entwürfen von Werner March

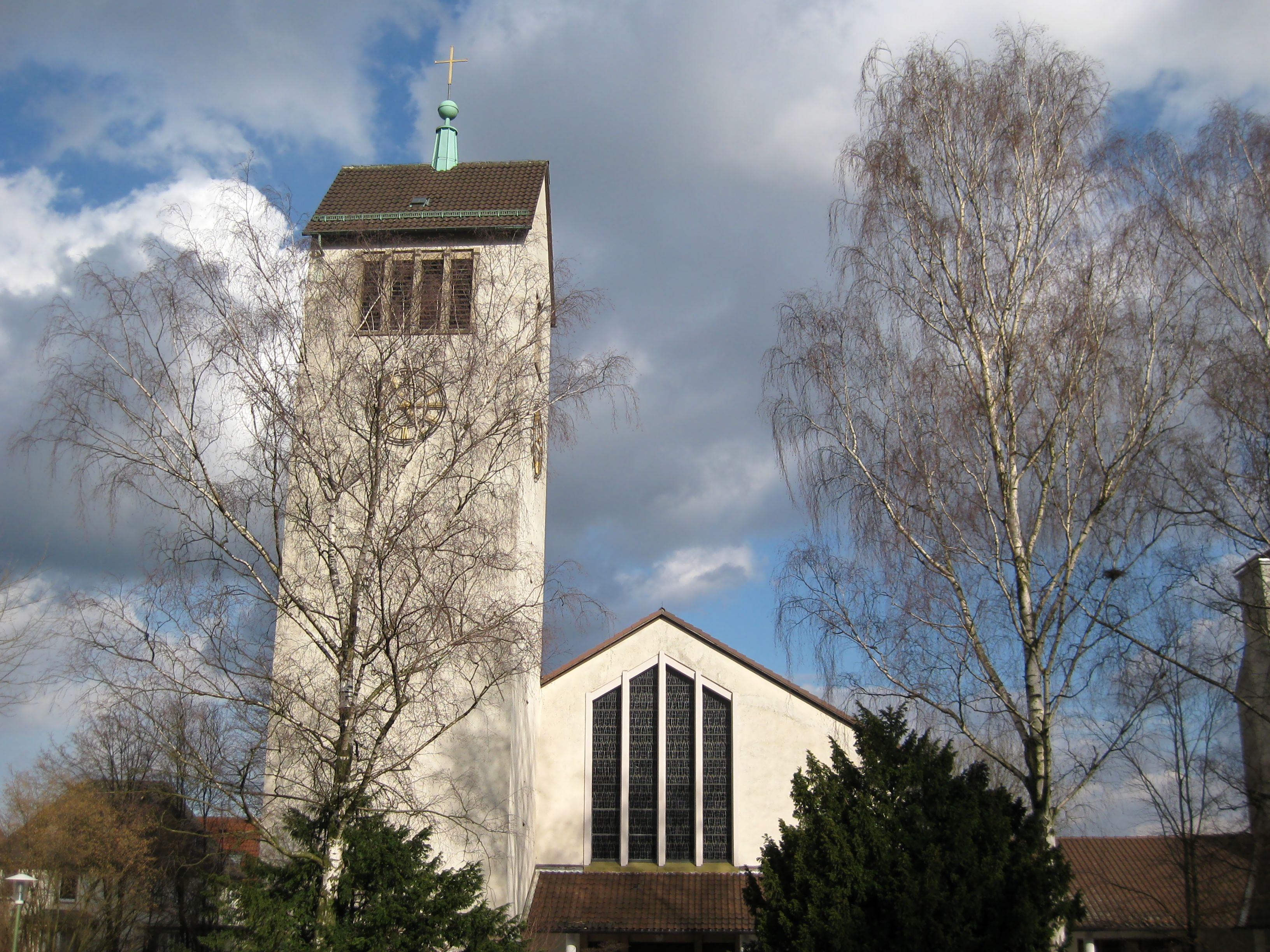
Petrikirche (Bielefeld), erbaut 1954 nach Entwürfen von Werner March

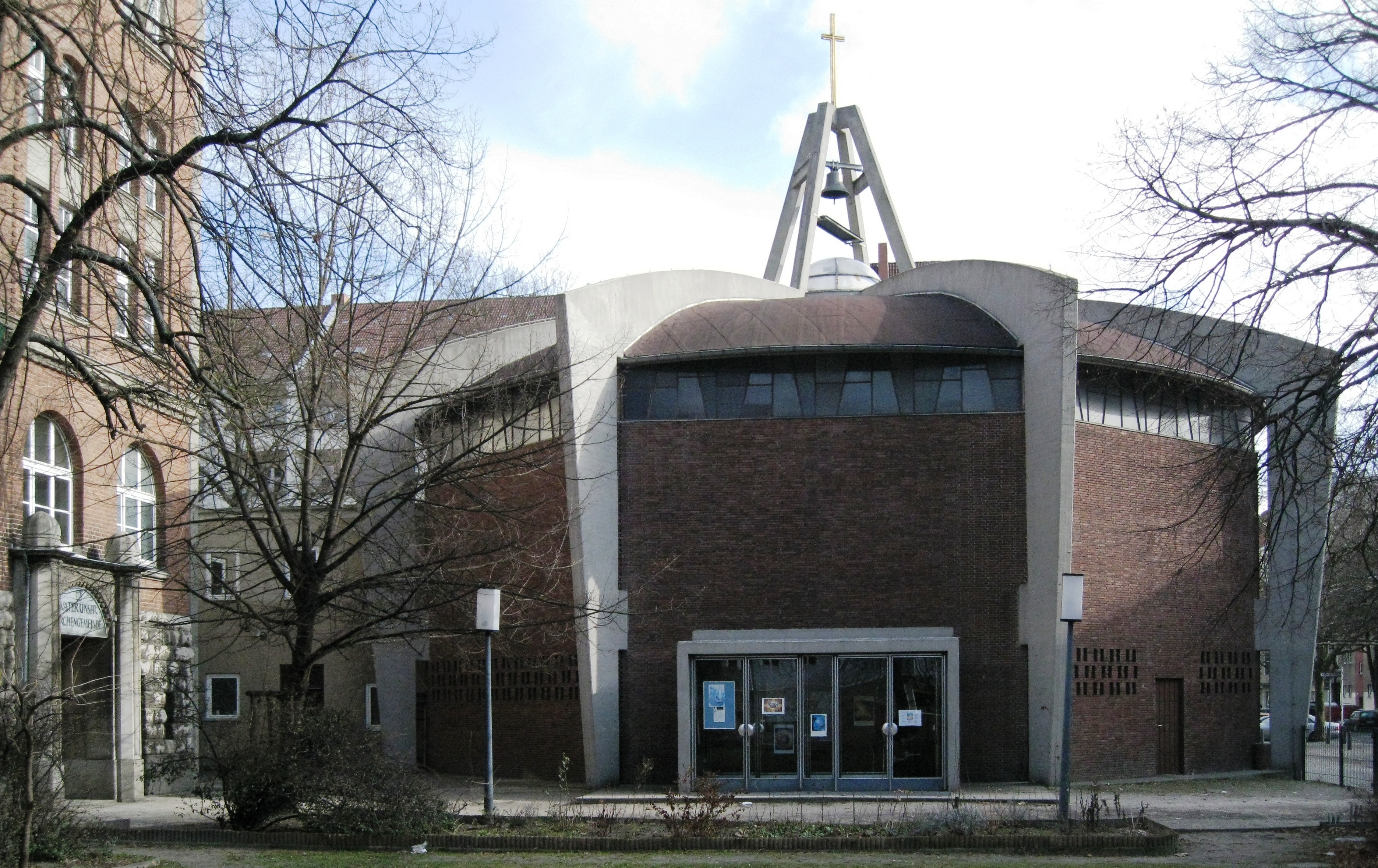
Vater-Unser-Kirche (Berlin-Wilmersdorf), erbaut 1961 nach Entwürfen von Werner March

Werner Julius March (* 17. Januar 1894 in Charlottenburg; † 11. Januar 1976 in Berlin) war ein deutscher Architekt. Sein bekanntestes Bauwerk ist das Olympiastadion Berlin.

## Leben
Werner March war Sohn des Architekten Otto March und Enkel des angesehenen Baukeramik-Fabrikanten Ernst March. Er bestand 1912 die Abiturprüfung am Kaiserin-Augusta-Gymnasium im preußischen Charlottenburg. March studierte im Sommersemester 1912 Architektur an der Technischen Hochschule Dresden. Zum zweiten Semester wechselte er an die Technische Hochschule Charlottenburg.
Bei Ausbruch des Ersten Weltkriegs im August 1914 meldete sich March freiwillig als Soldat. Nach der Entlassung aus dem Dienst im Offiziersrang nahm er 1918 sein Studium wieder auf und bestand Ende 1919 die Abschlussprüfung „mit Auszeichnung“.
Zu Marchs Förderer und Vorbild wurde der 1919 als Professor an die Technische Hochschule berufene German Bestelmeyer. March wurde sein Meisterschüler an der Akademie der bildenden Künste in Berlin. Er arbeitete bei der Bauleitung zweier Bauten Bestelmeyers, des Verwaltungsgebäudes für die Reichsschuldenverwaltung in Berlin und eines Bankgebäudes in Gotha.
Anfang 1923 legte March das 2. Staatsexamen ab. Danach arbeitete er im Baubüro der Reichsbank in Berlin an Entwurf und Ausführung einer großen Wohnsiedlung für Reichsbank-Bedienstete in Berlin-Schmargendorf. Auf der Grundlage dieses Projektes, das in mehreren Bauabschnitten bis 1926 ausgeführt wurde, machte er sich 1925 selbständig. Bald darauf wurde March Mitglied im Bund Deutscher Architekten (BDA). Zu seinen ersten großen Erfolgen zählte der siegreiche Wettbewerbsentwurf für das „Deutsche Sportforum“, den er gemeinsam mit seinem Bruder Walter March 1926 verfasste und ab 1927 in einer Vielzahl einzelner Bauabschnitte ausführte.
Nach Marchs Wahl 1930 zum Vorsitzenden des Landesbezirks Brandenburg des Bundes Deutscher Architekten wurde er 1932 außerdem Mitglied der Preußischen Akademie des Bauwesens.
Das von ihm gemeinsam mit seinem Bruder Walter March entworfene Deutsche Sportforum ging ab 1933 in das Konzept des Reichssportfeldes mit dem Olympiastadion ein, bei dem er mit Albert Speer zusammenarbeitete. March entwarf auch das Berliner Olympische Dorf, sowie Residenzen für hohe Machthaber der Nationalsozialisten, so 1933 für Hermann Göring das repräsentative Anwesen Carinhall in der Schorfheide nördlich von Berlin.
Zum 1. Mai 1933 trat er in die NSDAP ein (Mitgliedsnummer 2.594.544) und wurde Mitglied im Organisationskomitee für die Olympischen Spiele 1936 in Berlin.
Im Olympiajahr 1936 wurde March auf Vorschlag des Reichsinnenministers Wilhelm Frick von Adolf Hitler der Professoren-Titel verliehen und zum Mitglied der Akademien der Künste in Berlin und München berufen. Er übernahm die Leitung des Institutes für Übungsstättenbau der Deutschen Reichsakademie für Leibesübungen. Die Berufung auf den Städtebau-Lehrstuhl an der Technischen Hochschule Berlin lehnte March 1938 ab.
Am Zweiten Weltkrieg nahm er ab 1940 als Stabsoffizier in der Abwehr von Admiral Wilhelm Canaris teil, später als Referent des Generalstabs in Italien. Wiederholt wurde er für die Übernahme von größeren staatlichen Bauvorhaben beurlaubt.
Nach dem Krieg lebte und arbeitete Werner March zunächst in Minden. In Berlin waren sein Haus und sein Atelier zerstört worden. Er leitete den Wiederaufbau des Mindener Doms und des Mindener Rathauses. Ab 1948 nahm er innerhalb des neu gegründeten Bundes Deutscher Architekten wieder verschiedene ehrenamtliche Aufgaben wahr. 1953 wurde er als ordentlicher Professor auf den Lehrstuhl für Städtebau und Siedlungswesen an der Technischen Universität Berlin berufen, den er bis zu seiner Emeritierung 1960 behielt.
1952 entstanden u. a. die evangelische St.-Petri-Kirche in Bielefeld und 1961 die Vaterunser-Kirche in Berlin-Wilmersdorf (Detmolder Straße), die als besonders gelungener Kirchenbau der Nachkriegszeit gilt. Das Institut für Nachrichtentechnik auf dem Nordgelände der TU entstand 1963–1967 nach seinen Plänen. 1955 ernannte ihn die Deutsche Akademie für Städtebau und Landesplanung zu ihrem Mitglied, innerhalb derer er nach 1960 verschiedene Ämter ausübte.
In der Zeit von 1956 bis 1960 baute er zudem in Kairo das Nationalstadion – Cairo International Stadium. Als Mehrzweckstadion für die olympischen Sportarten konzipiert, wird es vor allem als Austragungsort für Fußballspiele genutzt. In Form, Größe (Kapazität von 120.000, nach Sanierung 74.100 Sitzplätze) und Stadiontyp Erdstadion ergeben sich viele Parallelen zum Berliner Olympiastadion. Auch Marchs Entwurf von 1936 für ein archäologisches Museum in Bagdad wurde 1952–1956 verwirklicht.
Die Technische Universität Berlin ernannte March 1962 zum Ehrensenator. 1973 verlieh ihm die Stadt Minden den Ehrenring der Stadt Minden.

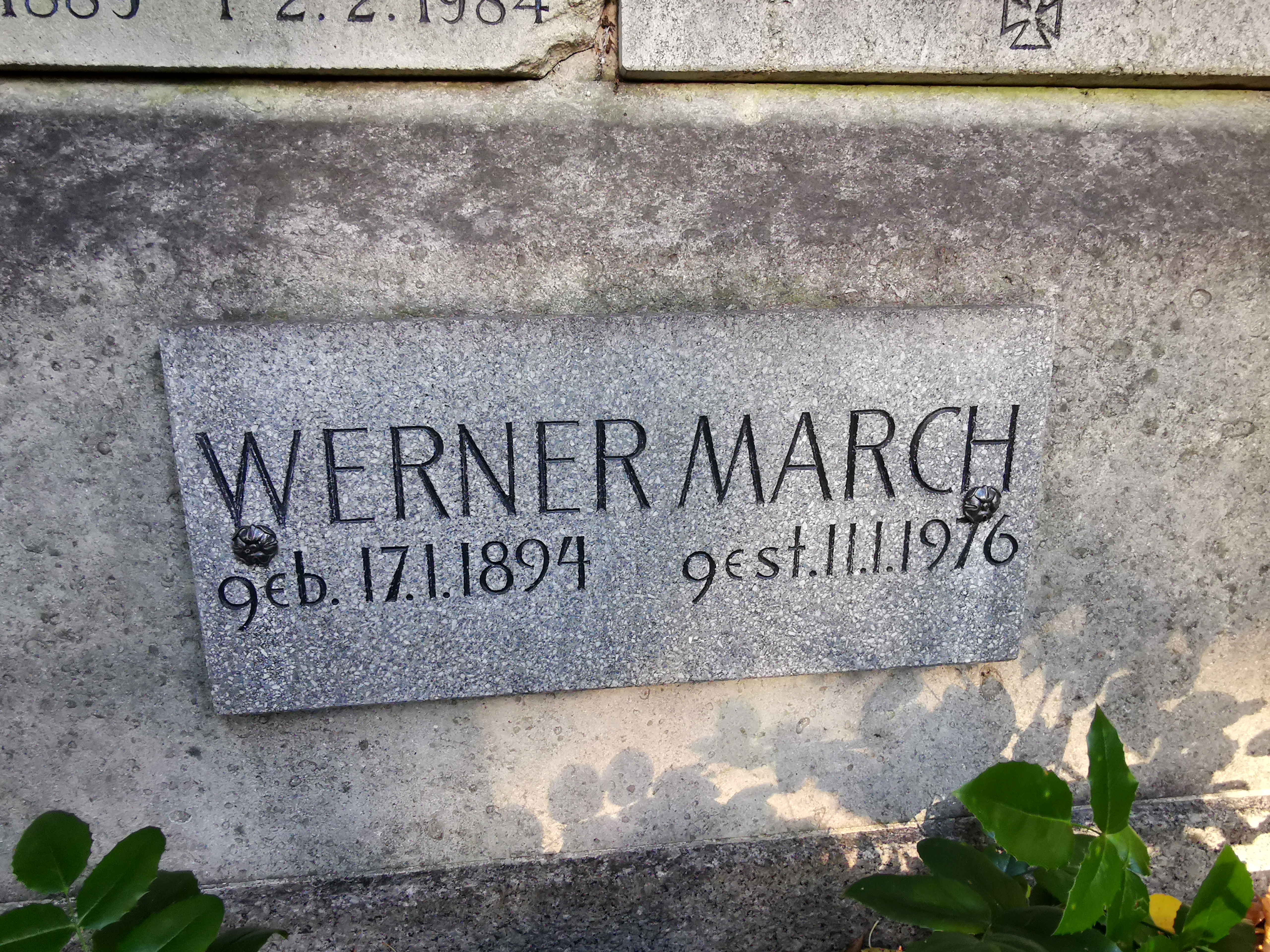
Grabstelle auf dem Luisen-Friedhof II in Berlin-Westend

March verstarb im Januar 1976 in Berlin-Dahlem und wurde auf dem Luisenfriedhof II in Berlin-Charlottenburg, Königin-Elisabeth-Straße, beigesetzt (Feld B 21 Nr. 10).

## Bauten
- 1923: Beamtensiedlung der Reichsbank, Berlin-Schmargendorf, Cunostr.
- 1927: Bürohaus und Montagehalle der Rohrbach Metallflugzeugbau G.m.b.H. Kiautschoustr. 9, Pekingplatz, Berlin
- 1926–1936: Deutsches Sportforum in Berlin-Westend
- 1933: Jagdhaus „Carinhall“ für Hermann Göring in der Schorfheide (1945 gesprengt)
- 1934–1936: Olympiastadion Berlin mit Glockenturm und Langemarckhalle
- 1934–1936: Olympisches Dorf in Dallgow-Döberitz (gemeinsam mit Walter March, Heinrich Wiepking-Jürgensmann und Georg Steinmetz)
- 1934–1936: Waldbühne in Berlin-Ruhleben
- 1938/1939: Verwaltungsgebäude der Wasserbaudirektion in Potsdam, Berliner Vorstadt, Berliner Straße 98–101. Es handelt sich um das einzige Verwaltungsgebäude aus der Zeit des Nationalsozialismus in Potsdam, seit 1993 dient es als Hauptstelle Potsdam der Bundesanstalt für Immobilienaufgaben.
- 1938/1939: Gesandtschaft des Königreiches Jugoslawien im Botschaftsviertel in Berlin-Tiergarten, Rauchstraße 17/18 (heute Sitz der Deutschen Gesellschaft für Auswärtige Politik)
- 1946–1957: Wiederaufbau des Mindener Doms
- 1948–1951: Wiederaufbau des Landeshauses in Münster mit Tankstellen- und Werkstatt-Anlage. Die ehemalige Tankstelle war vom Abriss bedroht, wurde jedoch 2010 als denkmalwürdig anerkannt. Außerdem war March in Münster auch an Wiederaufbauprojekten für den St.-Paulus-Dom und das Historische Rathaus beteiligt.[3]
- 1948–1954: Wiederaufbau des Alten Rathauses in Minden
- 1951/1952: Wiederaufbau der Apostelkirche in Gütersloh
- 1952–1956: Antikenmuseum in Bagdad (Irak)[4]
- 1954: Petrikirche in Bielefeld
- 1956–1960: Cairo International Stadium
- 1960–1962: Wenig veränderte Rekonstruktion des Glockenturms und der Langemarckhalle am Olympiastadion Berlin
- 1961: Vater-Unser-Kirche in Berlin-Wilmersdorf
- 1962–1967: Sanierungsgutachten für Berlin-Kreuzberg (gemeinsam mit Ilse Balg)
- 1965: Wettbewerbsentwurf für das Olympiastadion München (nicht ausgeführt)